# Gus Healy
Augustine Anthony „Gus“ Healy (* 20. Mai 1904 in Cork; † 10. Juli 1987 ebenda) war ein irischer Politiker der Fianna Fáil.
Als Kind wurde er bei einem Sturz verletzt und blieb durch eine Rückenmarksverletzung klein und humpelte. Nach der Schule arbeitete er zunächst in einer Sattlerei. Nach einem Jahr begann er eine Ausbildung als zahnmedizinischer Assistent. 1938 begann er ein eigenständiges Unternehmen. 1943 wurde er in die Cork Corporation als unabhängiger Kandidat gewählt. 1948 trat er der Fianna Fáil bei. Bei den Wahlen 1957 im Wahlkreis Cork Borough wurde er als Teachta Dála (Abgeordneter) in den Dáil Éireann gewählt. Er verlor den Sitz bei den Wahlen 1961 wieder. Taoiseach Seán Lemass nominierte ihn für den Seanad Éireann. Von 1964 bis 1965 und von 1975 bis 1976 war er Lord Mayor of Cork. Healy konnte seinen Sitz im Dáil Éireann bei den Wahlen 1965 zurückgewinnen. Als bei den Wahlen 1969 er dann im neu zugeschnittenen Wahlkreis Cork City South-East erfolgreich und konnte diesen Erfolg bei den Wahlen zum Dáil Éireann 1973 wiederholen. 
Bei den Wahlen zum Dáil Éireann 1977 trat er nicht mehr an. 
1957 hatte er Rita McGrath geheiratet. Die Ehe blieb kinderlos.